# Posició genupectoral

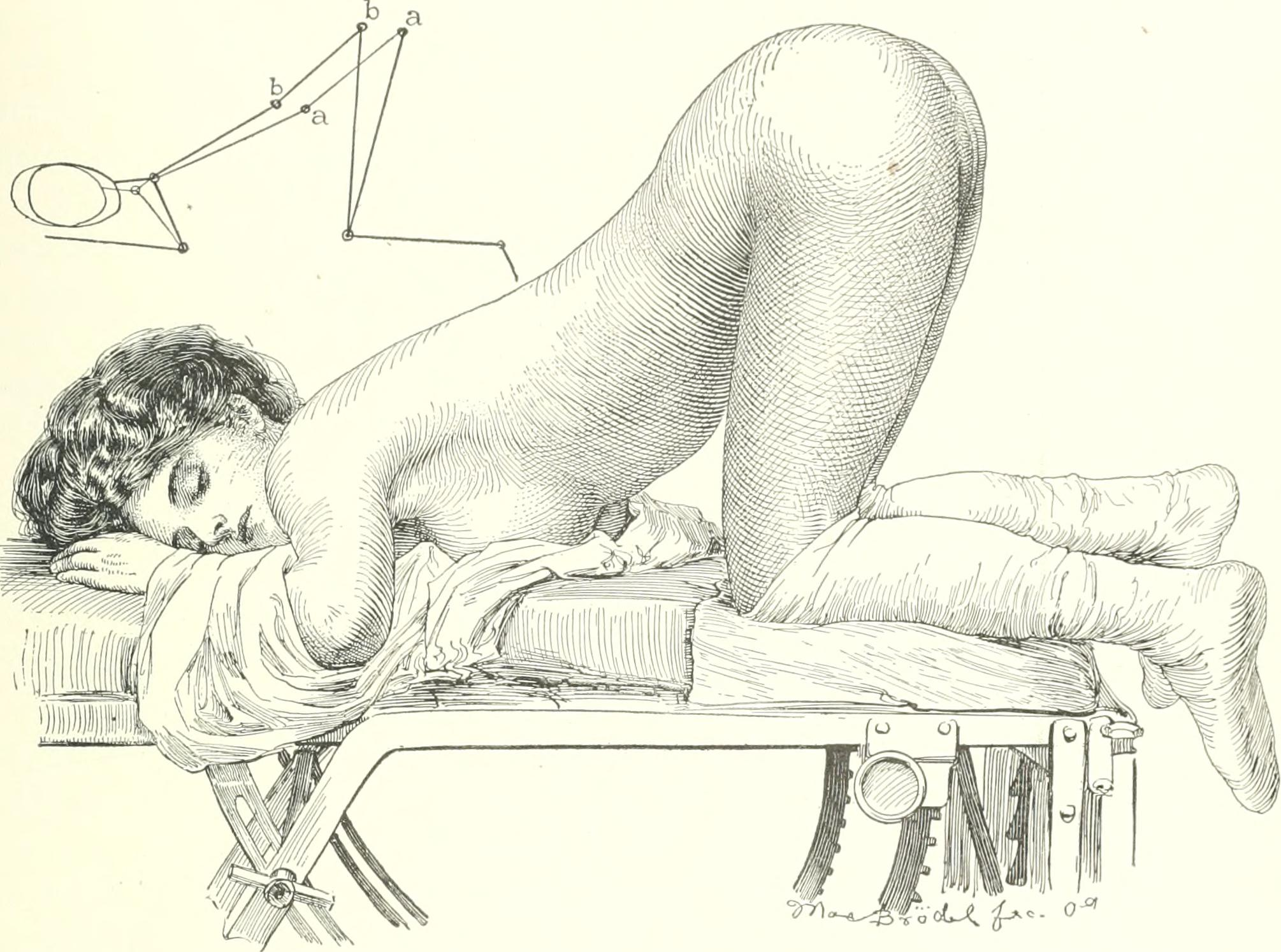
La posició genupectoral

La posició genupectoral és una posició usada en diverses situacions mèdiques, com ara examen i cirurgia ginecològiques, cirurgia de la columna lumbar, algun procediment de reparació de fístula vesicovaginal, en el cas de prolapse del cordó fins que es pugui produir el lliurament, i l'administració d'ènemes.